# کاخ راس التین
کاخ راس التین (عربی مصری: قصر رأس التين) یکی از قدیمی‌ترین کاخ‌های مصر، مشرف به ساحل دریای مدیترانه اسکندریه است.
کاخ راس تین یا کاخ انجیر به فارسی یکی از آثار تاریخی و باستان‌شناسی اسکندریه است.
این بزرگترین کاخ اسکندریه است، این کاخ اولین مکانی در مصر است که در سال ۱۸۷۹ در اواخر سلطنت خدیو اسماعیل دارای خط تلفن شد، پیش از آنکه انگلیس او را سرنگون سازد.
این همان کاخی است که شاهد پایان دوره حاکمیت خاندان علوی در مصر بود، پادشاه فاروق هنگام عزیمت خود به تبعید در ایتالیا با یک قایق بادبانی سلطنتی از این کاخ حرکت کرد.
در سال ۱۹۲۴، نقاش ایتالیایی جوزپه آمیسانی در اوج زندگی حرفه‌ای خود، برای اجرای تزئینات در راس‌التین توسط فواد اول به مصر دعوت شد. او پرتره‌ای از فاروق، سپس یک کودک کوچک کشید.

## ساخت
ساخت کاخ در سال ۱۸۳۴ با دستور محمد علی آغاز شد، او می‌خواست تا علاوه بر کاخ‌های دیگری که در اسکندریه مانند کاخ محمودیا و کاخ ابراهیم پاشا داشت، کاخ دیگری را در سال ۱۸۲۸ ساخت و نظارت کاخ به محمدعلیام سرپرست خانه صنعت واگذار شد که او این کار را به مهندس فرانسوی سیریزی بک سپرد و وی طراحی و ساخت کاخ را به عهده گرفت. ساخت این کاخ ۱۱ سال زمان برد و در سال ۱۸۴۵ تکمیل شد. اما کارهای تکمیلی و ایجاد غرفه‌های اضافی تا سال ۱۸۴۷، هنگامی که به‌طور رسمی افتتاح شد طول کشید.

## تاریخچه
با تهاجم بریتانیا به مصر در سال ۱۸۸۲، انگلیسی‌ها قلعه‌ها و اکثر نقاط اسکندریه را بمباران کردند و شهر را ویران کردند که باعث وحشت ساکنان آن شد. دو روز پس از بمباران این شهر پرچم‌های سفید خود را برافراشت و خود را تسلیم انگلیسی‌ها کرد نقطه‌ای که به گفته تاریخ شناسان انقلاب عرب مشتعل شد. به جای دفاع از شهر، خدیو پیروزی فرمانده ناوگان انگلیس و دریاسالار باوشم سیمور را پذیرفت و خود را در اختیار اشغالگران قرار داد. سربازان انگلیسی خدیو را از کاخ رامل به این کاخ منتقل کردند،

## فرم معماری و دلیل نام‌گذاری
این کاخ به دلیل تعداد زیاد جوامع خارجی که در اسکندریه در آن زمان رواج داشت به سبک اروپایی ساخته شده‌است، این کاخ در ابتدا به شکل قلعه ساخته شده بود، و اطراف آن درختان انجیر به وفور دیده می‌شدند؛ که نام آن به همین دلیل کاخ انجیر نامیده شد. کاخ راس التین یکی از مهمترین کاخ‌های سلطنتی و یک اقامتگاه تابستانی برای حاکمان در دوره‌های مختلف بوده‌است.

## بقایای کاخ قدیم
از بقایای کاخ قدیم فقط سمت شرقی کاخ به جا مانده که درون کاخ جدید جای دارد، که شامل شش ستون گرانیتی است که در بالای تاج‌ها قرار دارد و دارای آستانه‌ای از هفت دایره به شکل تاج‌های مسی است که در داخل آنها با حروف برنجی آیات قرآن مانند (عدالت شاخص امنیت) - (عدالت حکومت را حفظ می‌کند) - (عدالت درب همه خوبیهاست) - (عدالت به تقوی نزدیک تر است) حکاکی شده‌است. دو سمت آنها توسط مجسمه شیر و یک تخته سنگ مرمر با پرندگان و زره و دو عقاب که روبروی یکدیگر قرار دارد، احاطه شده‌است.

## استخر
این کاخ دارای یک استخر با سقف شیشه‌ای است که شاه فاروق پس از جنگ جهانی دوم آنرا با موج‌شکن در این مکان درست کرد.
در مکانی که قرار بود یک مکان پدافند هوایی برای بندر اسکندریه باشد، یک اسکله بزرگ در داخل کاخ درست شد.
در قسمت رو به خشکی نیز یک اتاق خواب، یک آشپزخانه آماده‌سازی غذا و اتاق‌های پر از وسایل ماهیگیری است.

## بازسازی
کاخ در دوره پادشاه فؤاد به سبک مدرن با چهارصد هزار پوند هزینه توسط مهندس ایتالیایی فرووچی و مهندس حسن پاشا آداوی بازسازی شد. مهمترین بخش‌های کاخ عبارتند از اتاق تاج و تخت لوکس، دفتر خصوصی، سالن پذیرایی می‌باشد.